# Nidularium rosulatum
Nidularium rosulatum là một loài thực vật có hoa trong họ Bromeliaceae. Loài này được Ule mô tả khoa học đầu tiên năm 1900.